# Chợ Seongdong
Chợ Seongdong là chợ truyền thống lớn nhất ở Gyeongju, tỉnh Gyeongsang Bắc, Hàn Quốc. Nằm ở phía đối diện của ga Gyeongju với lối vào trên Wonhwa-ro (đường), nó cung cấp các loại rau, hoa quả, hải sản đã qua chế biến ở Gyeongju và các khu vực lân cận. Chợ Seongdong được thành lập vào năm 1971. Chợ mở cửa vào sáng sớm.